# 323

323(삼백이십삼)은 322보다 크고 324보다 작은 자연수다.

## 수학
- 합성수로, 그 약수는 1, 17, 19, 323이다. 진약수의 합은 37이므로, 323은 부족수다.
  - 103번째 반소수다. 앞의 반소수는 321, 다음 반소수는 326이다.
- 8번째 모츠킨 수다. 앞의 모츠킨 수는 127, 다음은 835다.
- 회문수다.
- {\displaystyle 323=19+23+29+31+37+41+43+47+53}
  - 연속하는 소수(素數) 9개의 합으로 나타낼 수 있으며, 이 성질을 지닌 앞의 수는 287, 다음 수는 363이다.
- {\displaystyle 323=17\times 19}
  - 연속하는 두 홀수의 곱으로 나타낼 수 있으며, 이 성질을 지닌 앞의 수는 255, 다음 수는 399다.
  - 연속하는 두 소수(素數)의 곱으로 나타낼 수 있으며, 이 성질을 지닌 앞의 수는 221, 다음 수는 437이다.
- {\displaystyle 323=18^{2}-1}

## 과학
- NGC 323(영어판): 봉황자리 방향에 있는 타원은하.

## 교통

### 철도
- 철도차량
  - 서일본 여객철도 323계 전동차
- 철도역
  - 수도권 전철 3호선 녹번역의 역번호.
  - 대구 도시철도 3호선 만평역의 역번호.

### 도로
- 국도
  - 일본 323번 국도(일본어판): 사가현 사가시에서 가라쓰시까지 이어지는 일본의 국도.
  - 중국 323번 국도: 장시성 루이진시에서 윈난성 린창시까지 이어지는 중화인민공화국의 일반 국도.
- 기타 도로
  - 현도 제323호선

## 군사
- U-323(영어판): 제2차 세계 대전에 사용된 나치 독일의 군용 잠수함.

## 문화유산
- 대한민국의 국보 제323호: 논산 관촉사 석조미륵보살입상
- 대한민국의 보물 제323호: 청도 석빙고
- 대한민국의 사적 제323호: 파주 윤관장군묘

## 방송
- U+ TV의 JEI 재능TV 채널 번호.

## 기타
- 날짜: 3월 23일
- 연도: 323년, 기원전 323년